# San Luca (Nanni di Banco)

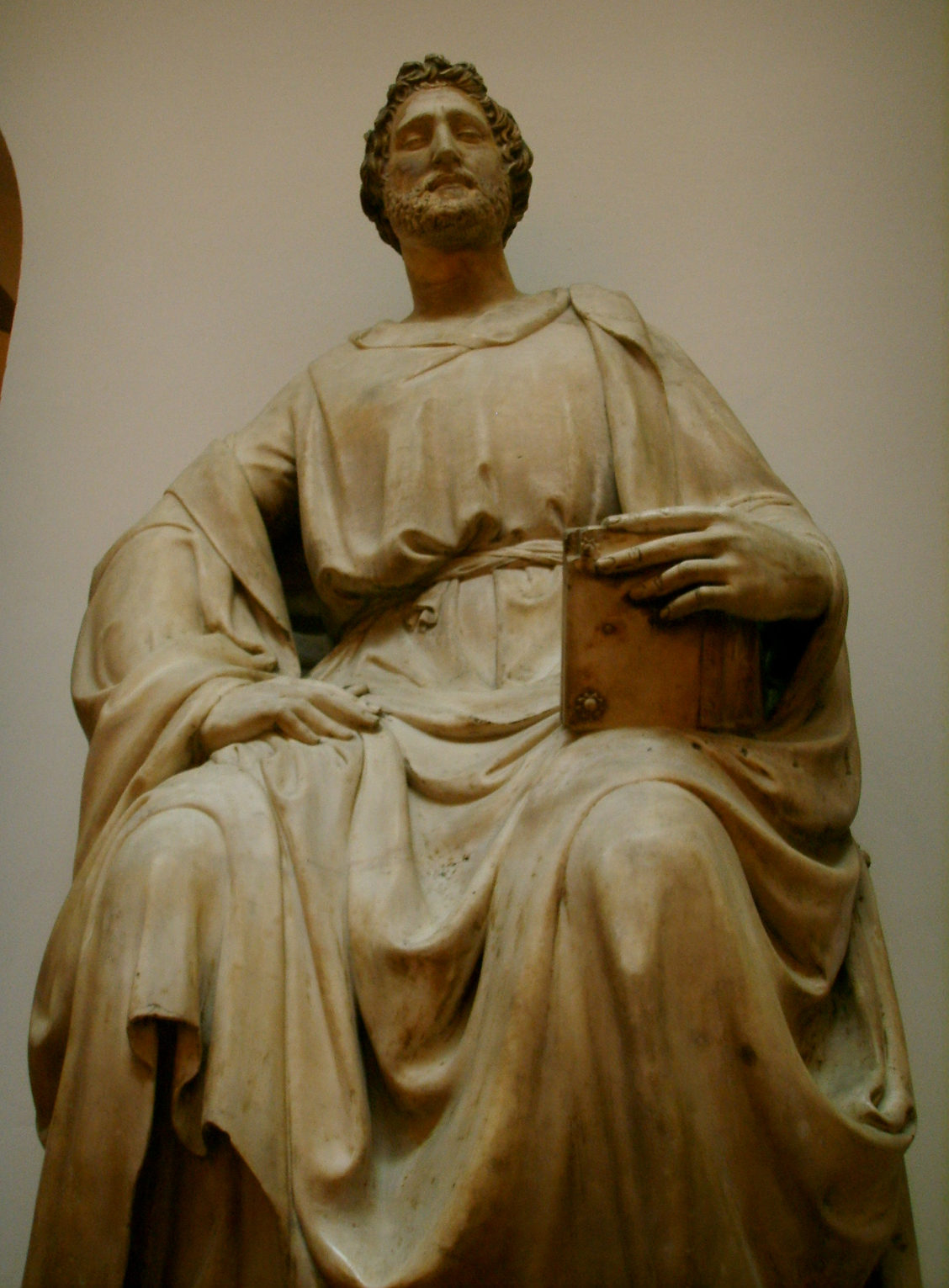
Veduta di scorcio

Il San Luca è una statua di Nanni di Banco, conservata nel Museo dell'Opera del Duomo di Firenze e databile al 1408-1413.

## Storia
La statua dell'evangelista seduto faceva parte, assieme al San Giovanni di Donatello, al San Matteo di Bernardo Ciuffagni e al San Marco di Niccolò di Pietro Lamberti, di una serie che decorava le quattro grandi nicchie a fianco del portale maggiore nella distrutta facciata incompiuta di Santa Maria del Fiore. La statua di Nanni di Banco, in particolare, occupava la seconda delle due nicchie a sinistra del portale. 
Tutte e quattro le opere erano state scolpite tra il 1408 e il 1415 e dopo la distruzione della facciata, nel XVI secolo, vennero collocate dentro il Duomo, dove rimasero fino al 1936, quando vennero spostate nel museo. 
Le ricevute di pagamento, conservate negli archivi dell'Opera, riportano gli anni 1410, 1412 e 1413, per il saldo finale.

## Descrizione e stile
Le quattro statue degli Evangelisti, sebbene di diverso valore artistico, sono un'importante testimonianza delle tendenze della scultura del primo rinascimento fiorentino, nel quale spiccavano proprio le personalità di Donatello e Nanni di Banco, per alcuni versi affini e per altri diametralmente opposti. Entrambi gli artisti rifiutarono lo stile tardogotico, prendendo piuttosto ispirazione dalle opere dell'arte romana che copiose si trovavano nella stessa Firenze e nella vicina Fiesole; entrambi inoltre cercavano di collocare le figure nello spazio secondo schemi innovativi, di maggiore libertà, dando un forte rilievo plastico e accentuando la resa fisiognomica individuale dei personaggi.
Il San Luca di Nanni di Banco è raffigurato nell'atto di leggere un libro sacro e trasmette un senso di calma e di fierezza. Il panneggio è sobrio e privo di schematismi e le linee base della composizione (soprattutto quelle delle braccia) fanno convergere l'occhio dello spettatore verso la testa barbuta, che è leggermente più piccola del normale per aumentare illusionisticamente lo slancio della figura con la visione dal basso, secondo la disposizione originaria dell'opera. 
La statua infatti, seguendo il profilo della nicchia, era stata costruita con le membra allungate, non già come retaggio della cultura gotica, ma secondo un accorgimento ottico secondo cui le proporzioni sarebbero state corrette dall'osservatore. La figura solida e austera riprende dall'antico il modello di nobile compostezza e il volto, soprattutto nel taglio dei capelli e della barba.